# Trappistinnenabtei Naší Paní nad Vltavou

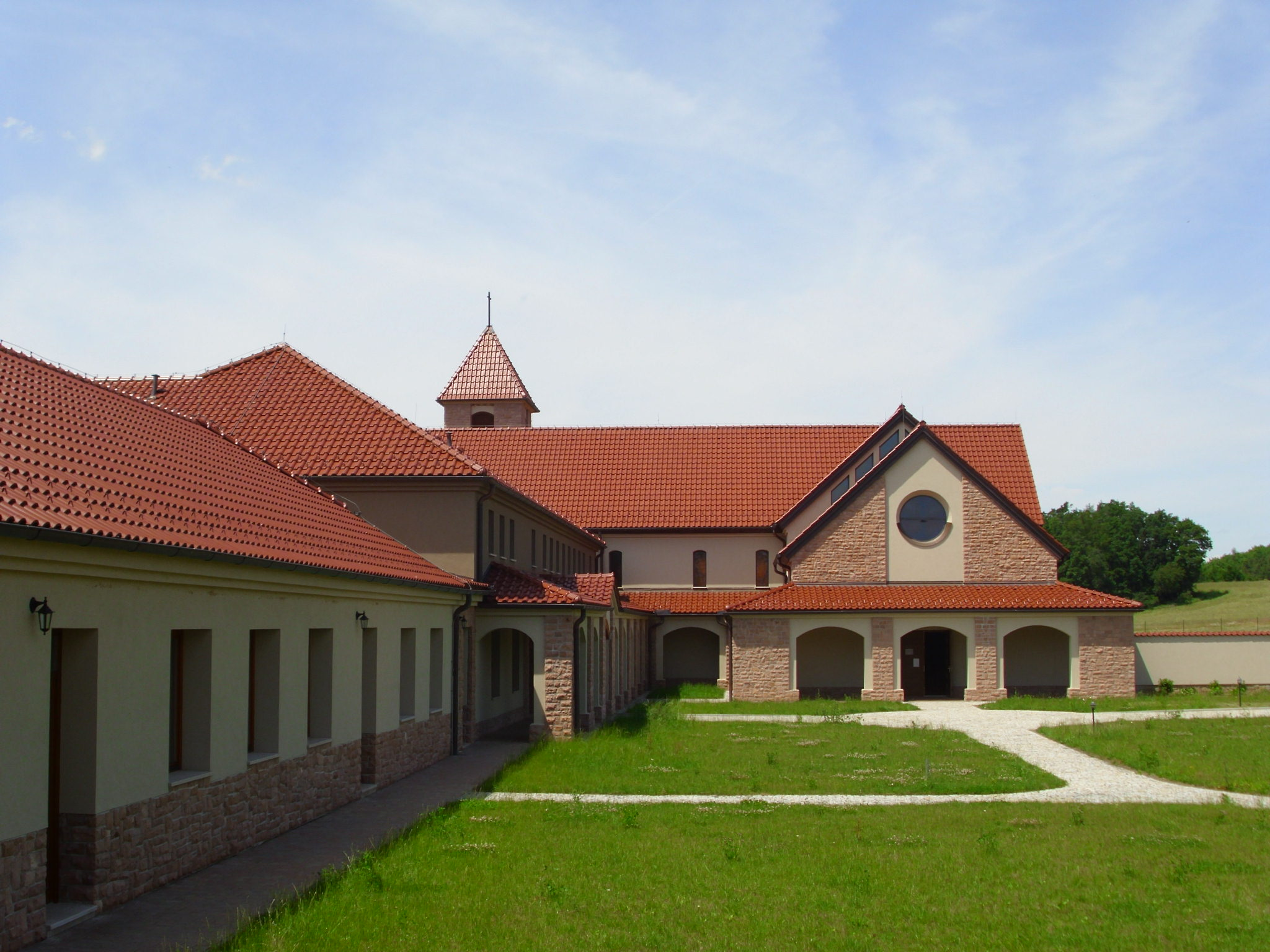
Die Klosterkirche (in der Mitte) und eines der Abteigebäude (links)

Die Trappistinnenabtei Naší Paní nad Vltavou (Unsere Liebe Frau von der Moldau) ist das einzige Trappistinnenkloster in Tschechien. Es befindet sich im Ortsteil Poličany von Křečovice (Okres Benešov) auf einer Anhöhe über einer Flussschleife der Moldau.

## Geschichte
Im Jahre 2007 gründeten neun Zisterzienserinnen von der strengen Observanz (Trappistinnen) der Abtei Vitorchiano das Priorat Naší Paní nad Vltavou. Sie folgten damit einer Einladung des Erzbischofs von Prag, Kardinal Miloslav Vlk.
Im Jahre 2008 legte Nuntius Diego Causero den Grundstein für die Klosterkirche. 2012 wurde sie von Kardinal Vlk geweiht. Im Jahre 2018 wurde das Priorat zur Abtei erhoben.
Äbtissinnen:
- Lucia Tartara (seit 2018, zuvor Priorin)